# Valerică Găman
Marius Valeriu Găman (Băilești, el 25 de febrer de 1989) és un futbolista romanès que juga com a defensa central.